# 移管
移管（いかん）とは物品の管轄を他に移すことである。

## 法律用語における移管
法律用語において移管とは、物品及び施設に対する管理を国及び地方公共団体のある機関から他の機関へ移す事である。ただし、現在では、国有財産の場合は、所管換という言葉が使われており、財産権の主体が機構の変更などにより、変更されるべき場合に、財産の性質が変更し、所管官庁を変えることになった場合に用いられている。

## 参考資料
- 法令用語事典（学陽書房、ISBN 4-313-11308-8）